# Epson R-D1

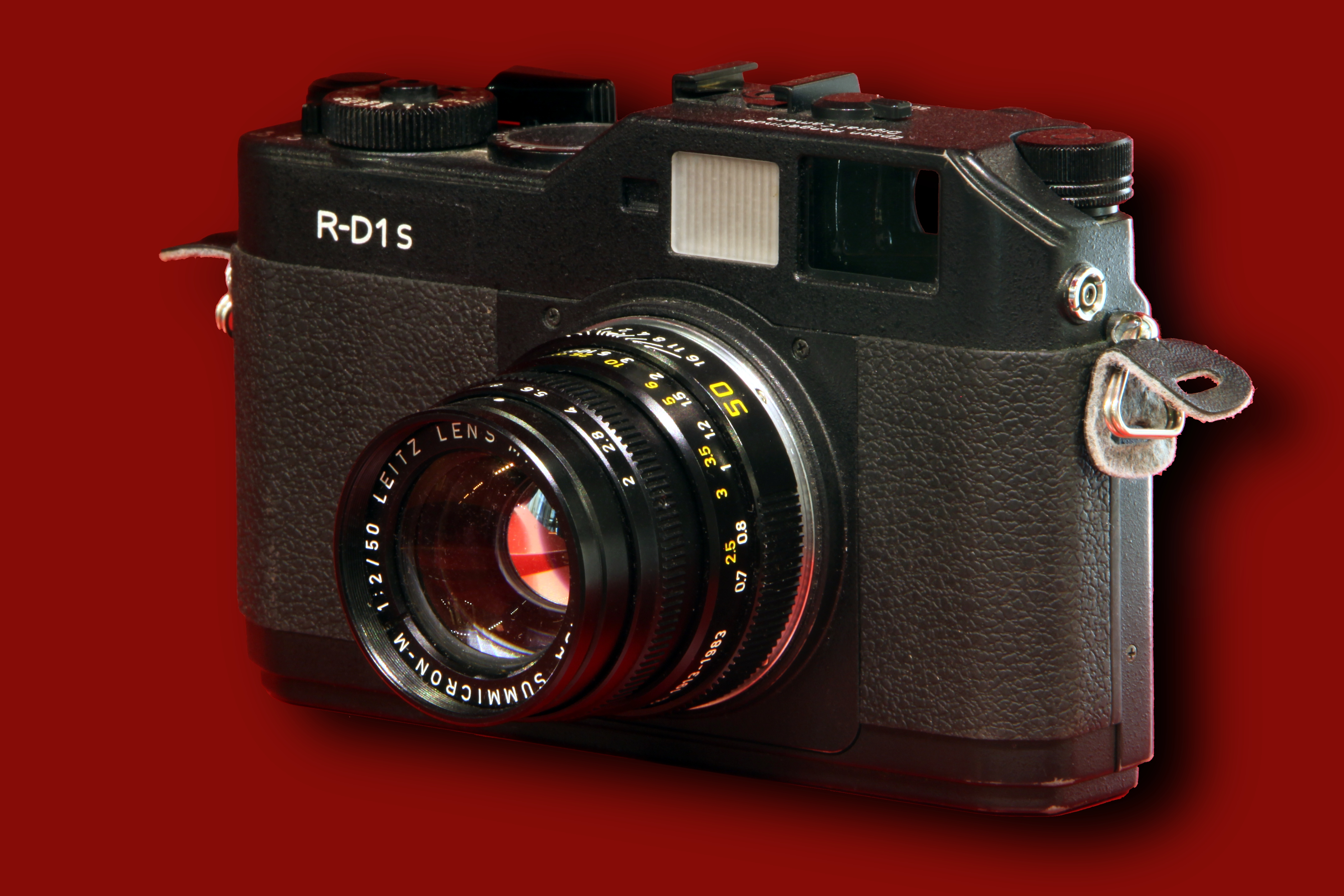
Epson R-D1s mit Leica-Objektiv

Die Epson R-D1 ist eine digitale Messsucherkamera mit Wechselobjektivanschluss für das Leica-M-Bajonett. Sie war die erste digitale Messsucherkamera der Welt, zwei Jahre vor der Leica M8.
Die Kamera basiert technisch auf der 35-mm-Kleinbild-Kamera Voigtländer Bessa R2 des japanischen Herstellers Cosina, in die ein 6,1-Megapixel-CCD-Sensor mit Formatfaktor 1,5 eingebaut wurde. Die Kamera wurde ohne Objektive angeboten. Alle manuellen Objektive mit Leica-M-Anschluss der Hersteller Leica, Zeiss ZM und Cosina-Voigtländer können an der Kamera benutzt werden. Über einen Adapter können auch die meisten Objektive mit M39-Schraubgewinde verwendet werden. Obwohl die Kamera keinen Film transportieren muss, muss vor jeder Aufnahme der Spannhebel betätigt werden, um den Schlitzverschluss wieder zu spannen.
Die Kamera war ab 2004 erhältlich und wurde bis 2009 gebaut. Im Laufe dieses Produktionszeitraums durchlief die Kamera verschiedene Aktualisierungen (verbesserter klappbarer Bildschirm, veränderte Speicherkartensteckplätze), die sich auch in der Produktbezeichnung niederschlugen. Insgesamt wurden vier Varianten gebaut: R-D1, R-D1s, R-D1x und 2009 eine letzte Kleinserie mit der Bezeichnung R-D1xG.